# Schistura manipurensis
Schistura manipurensis és una espècie de peix de la família dels balitòrids i de l'ordre dels cipriniformes.

## Morfologia
Els mascles poden assolir els 8 cm de longitud total.

## Distribució geogràfica
Es troba a l'Índia: les conques dels rius Chindwin (Manipur i Nagaland) i, possiblement també, Brahmaputra.

## Estat de conservació
Les seues principals amenaces són la pesca destructiva (com ara, amb dinamita), les interferències humanes i la contaminació de l'aigua.